# Gyrophanopsis
Gyrophanopsis is een geslacht van schimmels in de orde Polyporales. De typesoort is Gyrophanopsis zealandica. De familie is nog niet met zekerheid bepaald (Incertae sedis).

## Soorten
Volgens Index Fungorum telt het geslacht twee soorten (peildatum augustus 2023):
| Soortnaam                                       | Auteur(s)                        | Publicatiejaar |
| ----------------------------------------------- | -------------------------------- | -------------- |
| Gyrophanopsis polonensis (Ruwharig elfendoekje) | (Bres.) Stalpers & P.K. Buchanan | 1991           |
| Gyrophanopsis zealandica                        | (G. Cunn.) Jülich                | 1979           |